# Кадм (епископ Боспора)
Кадм (Домн) — боспорский епископ IV века.
С конца III века среди жителей Боспорского царства начало распространяться проникшее, по всей видимости, из тесно связанной с Боспором Малой Азии христианство, хотя господствующей религией оно и стало только в VI веке. Тем не менее, уже в первой четверти IV века здесь зафиксировано наличие христианской общины. Её руководителем был Кадм. Как следует из списков проведенного в 325 году Первого Никейского собора, Кадм поставил свою подпись в документах этого синода. Как отметил В. Ф. Гайдукевич, само участие боспорского епископа во вселенском соборе показывает, что несмотря на бушевавшие кризисы государство на Боспоре стремилось поддерживать внешние связи не только экономического, но и культурно-политического характера. Н. Н. Болгов оценил поездку Кадма как одно из важных событий во время правления Рескупорида VI, хотя и подчеркнул, что в списке подписавших определения собора церковных иерархов Кадм упомянут на последнем месте, что свидетельствует о слабости и отдаленности епархии. А. И. Хворостяный вовсе выразил сомнения в реальности существования боспорского епископа Кадма, с чем не смог согласиться П. Д. Диапроптов.